# Basilique Saint-Jean-d'Avila de Montilla
Vous pouvez aider à l'améliorer ou bien discuter des problèmes sur sa page de discussion.
- Il ne cite pas suffisamment ses sources. Vous pouvez indiquer les passages à sourcer avec {{référence nécessaire}} ou {{Référence souhaitée}}, et inclure les références utiles en les liant aux notes de bas de page. (Marqué depuis mai 2024)
- Certaines informations devraient être mieux reliées aux sources mentionnées dans la bibliographie ou les liens externes. Améliorez sa vérifiabilité en les associant par des références. (Marqué depuis mai 2024)

- Archive Wikiwix
- Bing
- Cairn
- DuckDuckGo
- E. Universalis
- Gallica
- Google
- G. Books
- G. News
- G. Scholar
- Persée
- Qwant
- (zh) Baidu
- (ru) Yandex
- (wd) trouver des œuvres sur Wikidata

La basilique Saint-Jean d'Avila est un édifice religieux catholique sis dans la ville de Montilla, près de Cordoue, en Andalousie (Espagne). 
Construit au XVIe siècle comme « église de l’Incarnation » pour le collège jésuite, elle fut reconstruite en 1726. Comme elle abrite la sépulture (et châsse) de saint Jean d'Avila, l’église prit le nom de « sanctuaire Saint-Jean-d’Avila » et fut élevée au rang de basilique mineure en 2012. 

## Histoire
L'église originale de l’Incarnation est celle du collège jésuite de Montilla, fondée en 1568 avec l'aide des marquis de Priego, la médiation de François de Borgia et en présence de Jean d'Avila, qui demanda à y être enterré après sa mort.
L'église étant devenue trop petite, les Jésuites décidèrent d'en construire une plus grande en 1726, dans le style architectural qui leur est propre, mais les travaux n'étaient pas terminés lorsque les Jésuites furent expulsés d’Espagne et de ses colonies (1767). Après la loi de désaffectation de Mendizábal (1836), elle devint une propriété privée, jusqu'à ce que Francisco de Alvear y Gómez de la Cortina, grand mécène local, achète le domaine et achève le bâtiment, en conservant le plan modèle des Jésuites et la remette entre les mains de la Compagnie de Jésus, qui l'a rouverte au culte en 1944.
L'ancienne église de l'Incarnation devenue « sanctuaire de Saint-Jean d'Avila » est élevée au rang de basilique mineure le 20 juin 2012. Quelques mois plus tard, en octobre 2012, saint Jean d'Avila, patron du clergé séculier espagnol, est déclaré Docteur de l'Église. 

## Patrimoine
- La châsse des reliques de saint Jean d’Avila se trouve au centre du monumental retable derrière le maitre autel
- Le tombeau de la Maison d'Aguilar.
- Quelques tableaux de valeur : un Ange gardien de Valdés Leal, un saint Dominique attribué à Zurbarán, une Vierge de la paix, d'un artiste anonyme du XVIe siècle, et plusieurs œuvres attribuées à Vicente López.

## Adresse
- Calle la Corredera, 23A, 14550 Montilla, Córdoba, Espagne